# Marcia Lucas
Marcia Lucas (* 1945 als Marcia Griffin) ist eine US-amerikanische Filmeditorin. Sie war zwischen 1969 und 1983 mit dem Regisseur George Lucas, den sie an der Filmschule der University of Southern California kennenlernte, verheiratet. Zusammen adoptierten sie eine Tochter, Amanda, die im Jahre 1981 geboren wurde.
Lucas gewann zusammen mit Paul Hirsch und Richard Chew einen Oscar für den Schnitt des Films Krieg der Sterne im Jahre 1978. Weiterhin war sie für den Film No Easy Way (1996) als ausführende Produzentin tätig.

## Filmografie (Auswahl)
- 1973: American Graffiti
- 1974: Alice lebt hier nicht mehr (Alice Doesn’t Live Here Anymore)
- 1976: Taxi Driver
- 1977: Krieg der Sterne (Star Wars Episode IV - A New Hope)
- 1983: Die Rückkehr der Jedi-Ritter (Return of the Jedi)